# Los Angeles Police Department Air Support Division
Los Angeles Police Department Air Support Division (Oddział Wsparcia Powietrznego Departamentu Policji Los Angeles, ASD – jednostka bliskiego wsparcia powietrznego, będąca częścią departamentu policji w mieście Los Angeles - Los Angeles Police Department. Utworzona w roku 1956, jako Jednostka Śmigłowców LAPD, z jednym modelem Hiller OH-23 Raven. W roku 1963 dołączono drugi, a w 1965 - trzeci model tego helikoptera. W późniejszym czasie do jednostki wcielono jeden samolot Cessna 210. W roku 1988 dodano modele Eurocopter AS355, lecz ostatecznie zamieniono je na modele Bell 206 JetRanger. Obecnie oddział pogrupowany jest na dwa regimenty - Wsparcie Powietrzne ds. Operacji Regularnych (ASTRO) oraz na Specjalną Sekcję Lotniczą (SFS, utworzona w 1976). Obecnie jednostka dysponuje 20 maszynami lotniczymi. Kwatera główna jednostki znajduje się przy ulicy 555 Ramirez Street nieopodal Heliportu LAPD w Los Angeles.

## Wyposażenie
Obecnie jednostka posiada 20 maszyn latających, które obsługuje personel policyjny złożony z 88 funkcjonariuszy.
Maszyny lotnicze:

- 14x American Eurocopter AS350B-2 A-Star
- 5x Bell 206 JetRanger
- 1x Beechcraft King Air 200

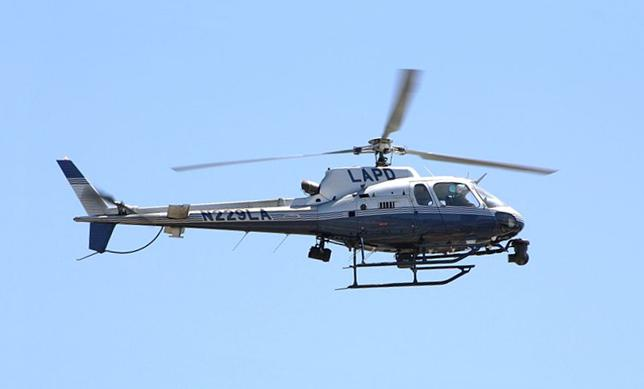
Policyjny "American Eurocopter AS350B-2 A-Star" podczas lotu.
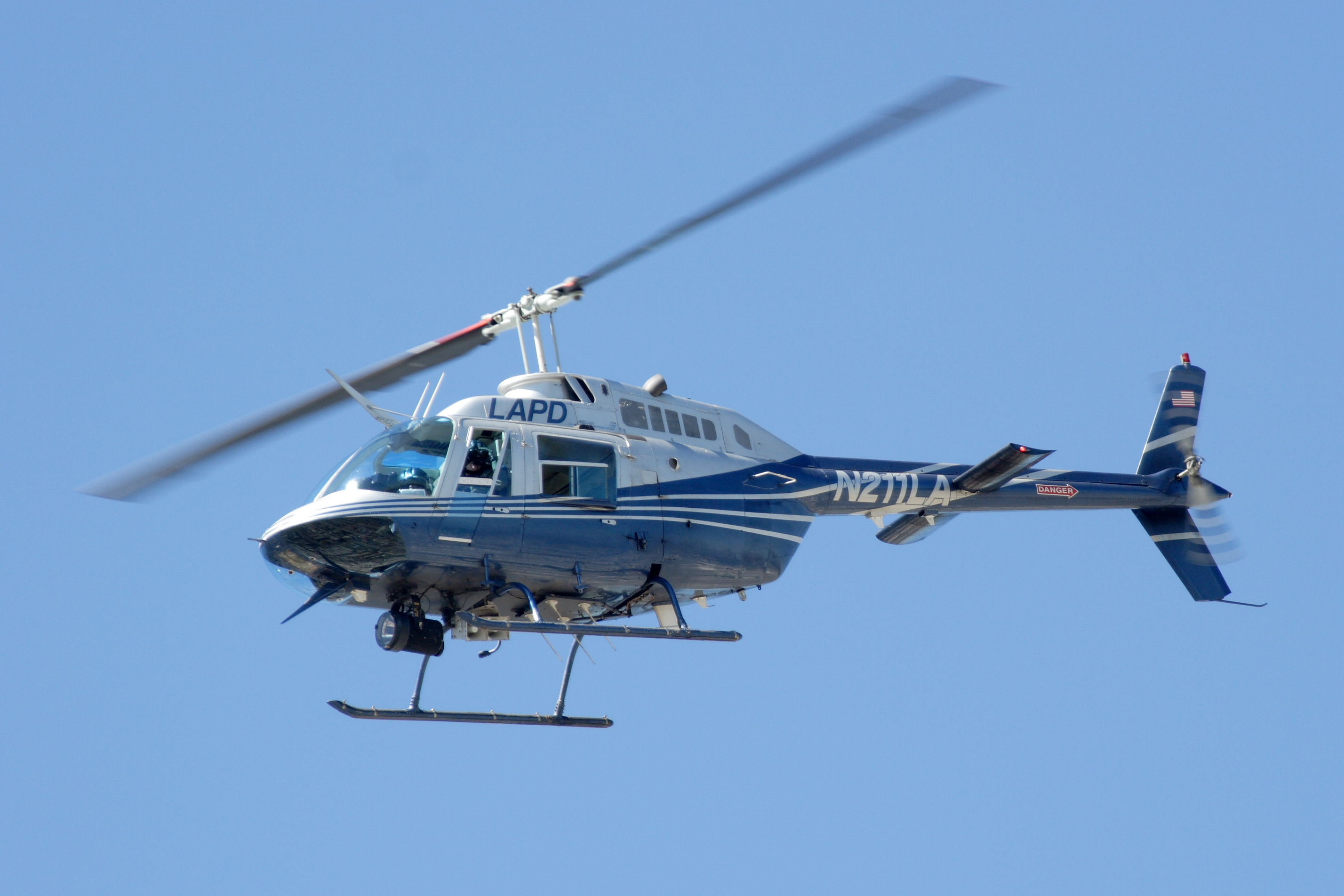
Bell 206 JetRanger.
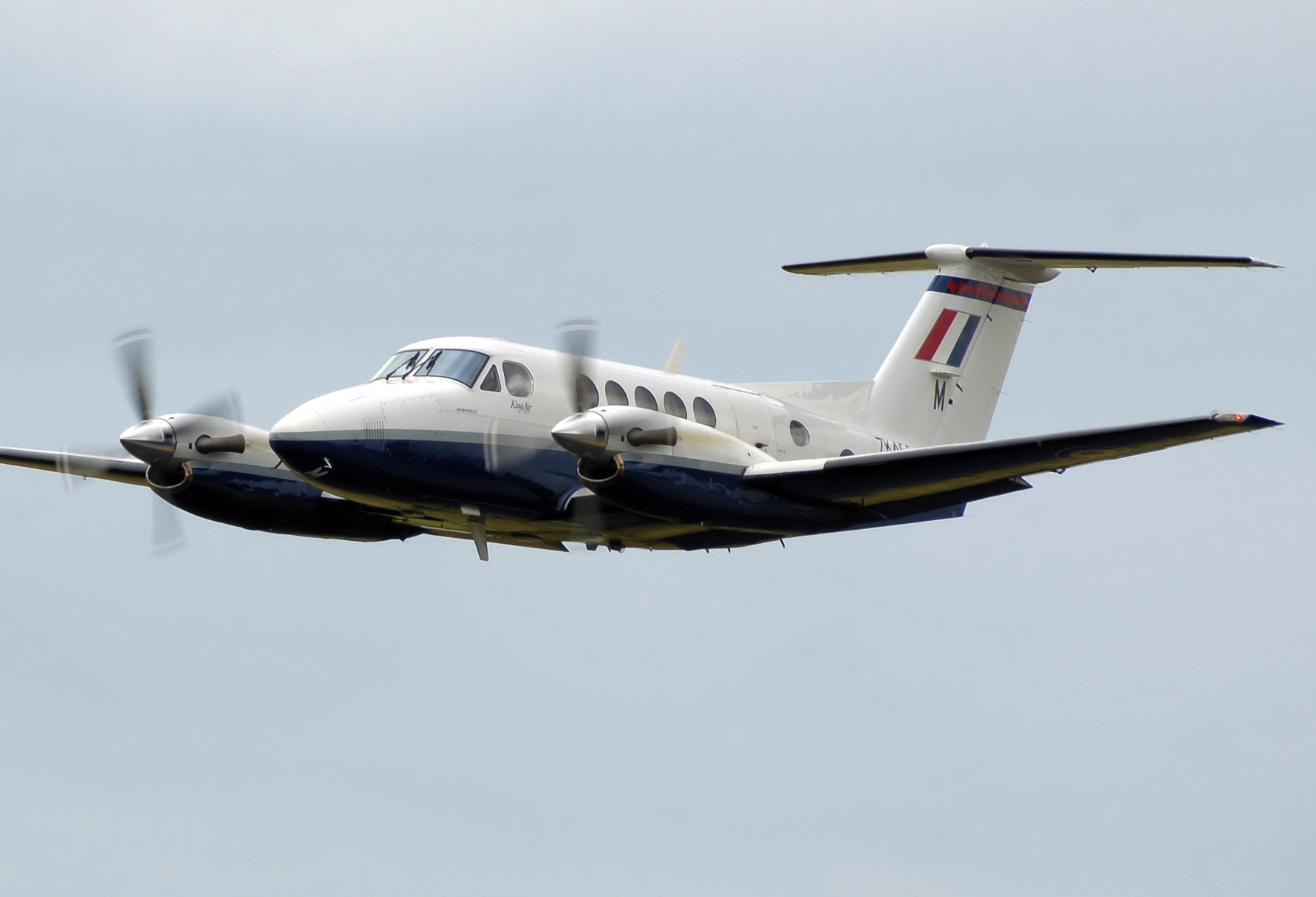
Beechcraft King Air 200.